# Hermann Brinckmann (Maler)
Hermann Ludwig Brinckmann, auch in der Schreibweise Brinkmann (* 10. Februar 1830 in Horneburg, Königreich Hannover; † 10. Mai 1902 in Düsseldorf), war ein deutscher Landschaftsmaler und Illustrator der Düsseldorfer Schule.

## Leben
Brinckmann lebte ab 1852 in Düsseldorf. Dort wurde er Privatschüler der Landschaftsmaler Johann Wilhelm Schirmer und Alexander Michelis sowie Mitglied des Künstlervereins Malkasten. In den 1860er Jahren trat er als Buchillustrator hervor, 1867 etwa für Julius Rodenbergs Idyll Die Myrthe von Killarney. 1869 erschien in Berlin sein Werk Unsere Deutsche Heimath in Bildern, das Holzstiche, die Richard Brend’amour von seinen Bildern gefertigt hatte, mit Lyrik deutscher Dichter kombinierte.